# Brit Awards de 2025
O Brit Awards de 2025, apresentado pela British Phonographic Industry (BPI), foi realizado em 1 de março de 2025, na The O2 Arena, em Londres, Inglaterra, para reconhecer o melhor da música britânica e internacional. A cerimônia foi apresentada por Jack Whitehall pela quinta vez, tendo sido anfitrião anteriormente em 2018, 2019, 2020 e 2021.
Nesta edição, Charli XCX lidera as indicações com cinco nomeações, incluindo Álbum Britânico do Ano, Canção do Ano e Artista Britânica do Ano. Dua Lipa, The Last Dinner Party(en) e Ezra Collective(en) vêm em seguida, com quatro indicações cada.
Os The Beatles receberam uma indicação na categoria Canção do Ano por sua "última música", Now and Then, marcando sua primeira nomeação desde 1983, quando foram homenageados com o prêmio de Contribuição Excepcional para a Música. Da mesma forma, o The Cure, que concorre a três prêmios, incluindo Álbum Britânico do Ano por Songs of a Lost World(en) (seu primeiro álbum em 16 anos desde 4:13 Dream, de 2008), está entre os indicados pela primeira vez desde 1993.

## Vencedores e indicados
Os indicados para Estrela em Ascensão foram anunciados em 26 de novembro de 2024, e o vencedor foi anunciado em 5 de dezembro. A lista completa de indicados foi anunciada em 23 de janeiro de 2025. Charli xcx liderou com cinco indicações. Ela é seguida por Dua Lipa, The Last Dinner Party e Ezra Collective com quatro cada.
Os vencedores estão listados primeiro e destacados em negrito.
| Álbum Britânico do Ano | Artista Britânico do Ano |
| --- | --- |
| - Charli xcx – Brat - The Cure – Songs of a Lost World - Dua Lipa – Radical Optimism - Ezra Collective – Dance, No One's Watching - The Last Dinner Party – Prelude to Ecstasy | - Charli xcx - Beabadoobee - Central Cee - Dua Lipa - Fred Again - Jamie xx - Michael Kiwanuka - Nia Archives - Rachel Chinouriri - Sam Fender |
| Grupo Britânico do Ano | Canção Britânica do Ano |
| - Ezra Collective - Bring Me the Horizon - Coldplay - The Cure - The Last Dinner Party                                                                                         | - Charli xcx com part. de Billie Eilish – "Guess" - Artemas – "I Like the Way You Kiss Me" - The Beatles – "Now and Then" - Bl3ss e Camrin Watsin com part. de Bbyclose – "Kisses" - Central Cee com part. de Lil Baby – "Band4Band" - Chase & Status com part. de Stormzy – "Backbone" - Coldplay – "Feelslikeimfallinginlove" - Dua Lipa – "Training Season" - Ella Henderson com part. de Rudimental – "Alibi" - Jade – "Angel of My Dreams" - Jordan Adetunji – "Kehlani" - KSI com part. de Trippie Redd – "Thick of It" - Myles Smith – "Stargazing" - Sam Ryder – "You're Christmas to Me" - Sonny Fodera, Jazzy e D.O.D – "Somedays" |
| Melhor Artista de Pop | Melhor Artista de R&B |
| - Jade - Charli xcx - Dua Lipa - Lola Young - Myles Smith | - Raye - Cleo Sol - Flo - Jorja Smith - Michael Kiwanuka |
| Melhor Artista de Dance | Artista Revelação |
| - Charli xcx - Becky Hill - Chase & Status - Fred Again - Nia Archives | - The Last Dinner Party - English Teacher - Ezra Collective - Myles Smith - Rachel Chinouriri |
| Melhor Artista de Rock/Alternativo | Melhor Artista de Hip Hop/Grime/Rap |
| - Sam Fender - Beabadoobee - The Cure - Ezra Collective - The Last Dinner Party                                                                                                | - Stormzy - Central Cee - Dave - Ghetts - Little Simz |
| Artista Internacional do Ano | Canção Internacional do Ano |
| - Chappell Roan - Adrianne Lenker - Asake - Benson Boone - Beyoncé - Billie Eilish - Kendrick Lamar - Sabrina Carpenter - Taylor Swift - Tyler, the Creator                    | - Chappell Roan – "Good Luck, Babe!" - Benson Boone – "Beautiful Things" - Beyoncé – "Texas Hold 'Em" - Billie Eilish – "Birds of a Feather" - Djo – "End of Beginning" - Eminem – "Houdini" - Hozier – "Too Sweet" - Jack Harlow – "Lovin on Me" - Noah Kahan – "Stick Season" - Post Malone com part. de Morgan Wallen – "I Had Some Help" - Sabrina Carpenter – "Espresso" - Shaboozey – "A Bar Song (Tipsy)" - Taylor Swift com part. de Post Malone – "Fortnight" - Teddy Swims – "Lose Control" - Tommy Richman – "Million Dollar Baby"                                                                                                |
| Grupo Internacional do Ano | Estrela em Ascensão |
| - Fontaines D.C. - Amyl and the Sniffers - Confidence Man - Future & Metro Boomin - Linkin Park                                                                                | - Myles Smith - Elmiene - Good Neighbours |
| Compositora do Ano | |
| - Charli xcx | |
| Produtor do Ano | |
| - A. G. Cook | |
| Sucesso Global | |
| - Sabrina Carpenter | |